# مارگارت دیکس
مارگارت روث دیکس (انگلیسی: Margaret Ruth Dix؛ ‏ ۱۹۰۲ – ۹ دسامبر ۱۹۹۱) عصب‌شناس رفتاری، متخصص اعصاب و پزشک اهل بریتانیا بود. وی به‌همراه چارلز اسکینر هالپایک پژوهش‌های مهمی در زمینهٔ سرگیجه در انسان انجام دادند و آزمون آزمون دیکس–هالپیک را توصیف کردند. وی دانش‌آموختهٔ رشتهٔ پزشکی در دانشکده پزشکی زنان در لندن بود و در سال ۱۹۳۷ مدرک کارشناسی پزشکی و جراحی گرفت. وی با آنکه ابتدا به‌عنوان جراج مشغول به کار بود اما در جریان بلیتس به‌شدت مصدوم شد و دچار تغییر شکل چهره شد و تکه‌های شیشه درون چشمانش رفت و او را مجبور به رها کردن حرفه جراحی کرد. او پس از این ماجرا به بیمارستان ملی عصب‌شناسی و جراحی مغز و اعصاب پیوست به عنوان پژوهشگر شورای تحقیقات پزشکی از سال ۱۹۴۵ مغول به کار شد و بر روی ناشنوایی سربازان سابق جنگ تحقیق کرد. سپس چارلز اسکینر هالپایک او را دعوت به همکاری کرد و وی را تشویق نمود تا بر روی ساختمان و عملکرد گوش درونی و همچنین در حوزهٔ عصب‌شناسی رفتاری پژوهش و فعالیت کند. این دو با هم آزمون دیکس–هالپیک را برای تشخیص سرگیجه وضعیتی حمله‌ای خوش‌خیم ابداع کردند. دیکس سرانجام مدرک دکترای پزشکی خود را در سال ۱۹۵۷ دریافت کرد و تا زمان بازنشستگی در «بیمارستان ملی» مشغول به‌کار بود و بیش از ۱۰۰ مقاله در حوزهٔ عصب‌شناسی رفتاری منتشر کرد.